# ماشا زک پشکیریچ
 ماشا زک پشکیریچ (انگلیسی: Maša Zec Peškirič؛ زادهٔ ۲۱ ژانویهٔ ۱۹۸۷) یک تنیس‌باز اهل اسلوونی است.